# Ржимначова, Богумила
Богумила Ржимначова (чеш. Bohumila Řimnáčová, род. 9 сентября 1947 года в Праге) — чехословацкая спортивная гимнастка.
В 1966 году завоевала командное золото (в составе команды ЧССР) на чемпионате мира в Дортмунде (ФРГ).
На Олимпийских играх 1968 года в Мехико стала в составе команды ЧССР обладательницей серебряной медали в командных соревнованиях. При этом в личном зачёте (в личном многоборье) разделила 7-е место, а также вышла в два финала в отдельных видах — в вольных упражнениях (с разделённым 5-м результатом) и на брусьях (с разделённым 2-м результатом). В финалах в вольных снова разделила 5-е место, а на брусьях заняла 4-е.
В 1970 году на чемпионате мира в Любляне (Югославия) стала облательницей ещё одной командной медали, на этот раз бронзовой.